# Sonia Álvarez Leguizamón
Sonia Álvarez Leguizamón (* 16. Januar 1954 in Salta) ist eine argentinische Anthropologin, Soziologin und emeritierte Hochschullehrerin.

## Akademischer Werdegang
Álvarez Leguizamón erwarb ein Lizenziat in Sozialer Arbeit und einen Magister in Entwicklungssoziologie. Anschließend promovierte sie in Sozial- und Kulturanthropologie an der Universität Sevilla. Sie ist emeritierte Professorin für Stadtanthropologie und Regionalproblematiken der Universidad Nacional de Salta, wo sie zudem Dekanin der Humanities-Fakultät und Leiterin des Masterstudiengangs für Sozialpolitik war. Von 2014 bis 2018 war sie Fellow des Forschungsprogramms CROP (Comparative Research Programme on Poverty; Universität Bergen/Internationaler Wissenschaftsrat). Zudem realisierte sie internationale Forschung im Rahmen der argentinischen Forschungsorganisation CONICET und des Consejo Latinoamericano de Ciencias Sociales (CLACSO).
Ihr wissenschaftliches Werk befasst sich mit Armutsforschung, sozialen Bewegungen und sozialer Entwicklung. Unter anderem war sie 2008 Co-Herausgeberin und Autorin der zweiten Auflage von Poverty: an international glossary (Internationales Glossar der Armut).

## Schriften (Auswahl)
- Hrsg.: Trabajo y Producción de la Pobreza en Latinoamérica y el Caribe Estructuras, Discursos y Actores. CLACSO, Buenos Aires 2005, ISBN 987-1183-23-2.
- Hrsg. mit Paul Spicker und David Gordon: Poverty. An International Glossary (= CROP International Studies in Poverty Research). 2. Auflage. Zed Books, London/New York 2007, ISBN 978-1-8427-7823-4.
- Pobreza y Desarrollo en América Latina. El Caso de Argentina. Universidad Nacional de Salta, Salta 2008, ISBN 978-987-633-010-7.
- Poder y Salteñidad Saberes, Políticas y Representaciones Sociales. Universidad Nacional de Salta, Salta 2010, ISBN 978-987-1602-02-5.
- Hrsg.: Neocolonialismo, Capitalismo, Pobreza y Resistencias Subalternas. Prohistoria Ediciones, Rosario 2015, ISBN 978-987-1855-99-5.
- Hrsg. mit Ana Josefina Arias und Leticia Muñiz Terra: Estudios Sobre la Estructura Social en la Argentina Contemporánea. CLACSO, Buenos Aires 2016, OCLC 1314917056, doi:10.2307/j.ctv253f55w.
- Formas de Racismo Indio en la Argentina y Configuraciones Sociales de Poder. Prohistoria Ediciones, Rosario 2017, ISBN 978-987-3864-63-6.
- Hrsg. mit Norma Naharro: Pobreza en la Prensa Hegemónica de Colombia, Argentina y Brasil. Modos de legitimación de la Desigualdad. CLACSO, 2018, ISBN 978-987-722-365-1 (clacso.edu.ar [PDF; 3,9 MB]).